# Servicios Ecosistémicos de Humedales de Chile
Los servicios de ecosistemas o servicios ambientales son aquellos recursos  o procesos que provienen de ecosistemas los cuales entregan un beneficio a la sociedad. Incluyen procesos como por ejemplo,proporcionar alimentos nutritivos y agua limpia; al regular las enfermedades y el clima; al apoyar la polinización de los cultivos y la formación de suelos, y al ofrecer beneficios recreativos, culturales y espirituales. Al igual que se definen como el motor del medio ambiente. Los humedales son: Terreno de aguas superficiales o subterráneas de poca profundidad (según la rae).

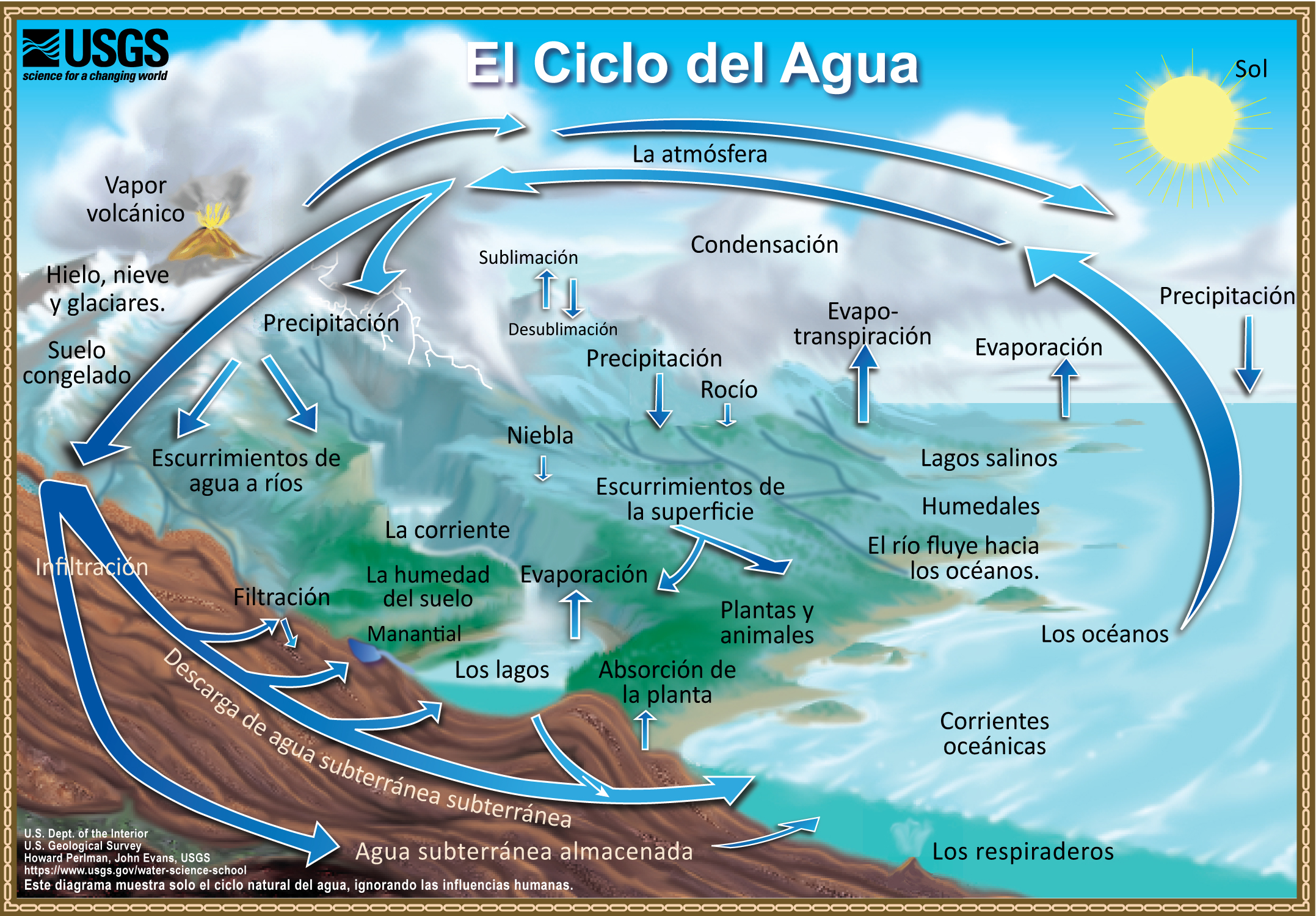
Ciclo de agua

Se señala que los ecosistemas de humedales son los pantanos y marismas, lagos y ríos, pastizales húmedos y turberas, oasis, estuarios, deltas y bajos de marea, zonas marinas próximas a las costas, manglares y arrecifes de coral, así como sitios artificiales como estanques piscícolas, arrozales, embalses y salinas (según RAMSAR).

## Humedales en Chile
Chile se considerara un país favorecido en lo que respecta a cuerpos de agua, ya que cuenta con una gran cantidad y variedad de humedales, exceptuando arrecifes de coral o manglares aproximadamente Chile es un país que contiene la gran mayoría de tipos de humedales existente en el mundo, esto se ve evidenciado y potenciado por la geografía de la cual goza  Chile, a consecuencia del extenso límite costero estimando todas las zonas fragmentadas, islas, fiordos y canales, se puede afirmar que  el perímetro de la periferia costera consta de más de 80.000 km conformando en sí el humedal prolongado de Chile, sumado a la geografía marítima que posee Chile  se encuentra  la existencia de Los Andes, qué brinda una gran humedad, Los Andes cuenta dispone de condiciones que ayudan la acumulación de agua en altitud, presentándose en diferentes formas ya sea en glaciares, bofedales, nieve, lagunas, vegas, o salares. En efecto la mayor acumulación de cuerpos de agua dulce en forma de glaciares o hielo no se encuentra en la Antártica, sino que, en la Patagonia de Chile, las regiones de Los Lagos y Aysén es donde más abundan las fuentes de agua dulce (producto de su historial geológico), como lo son el Llanquihue, Todos los Santos, Puyehue, Lago, etc.
Reconociendo el valor esencial de los humedales es que el Ministerio de Medio Ambiente chileno ha llevado a cabo la formación de un Inventario Nacional de Humedales, teniendo como propósito poner a disposición esta información, para que se puedan tomar las mejores decisiones referente a la conservación y el uso sustentables de estos recursos hídricos. Contemplando la definición de RAMSAR se puede valorar que Chile posee más de 40 mil humedales, los cuales según evaluaciones abarcan una superficie de  5.593.632,91 ha. Total  del  cual Chile tiene actualmente 16 sitios designados como humedales de Importancia Internacional (sitios RAMSAR), con una superficie de 363,927 hectáreas.

## Tipos de humedales
Chile es un país con una longitud de 4.300 km. Su ancho medio es de 180km., estas características geografías y algunos fenómenos climáticos permiten un escenario benigno para que se puedan desarrollar diferentes tipos de humedales, Chile cuenta con la mayoría de los tipos de humedales presentes en el mundo, con excepción de algunos pocos, esta delimitación para clasificar humedales en cierto tipo se da por el estudio o el objetivo que se busca con estos, que pueden ser de criterio morfológico, hidrogenético, funcional, estructurales.
Podemos apreciar la diversidad de humedales por cada zona de Chile, ya que en la zona norte se encuentran las cuencas endorreicas, salares, lagunas andinas, vegas y bofedales. Los humedales de esta zona se han visto estrechamente afectados puesto que los acuíferos que los alimentan mantienen una relación muy frágil con los humedales, debido a que en comparación con otras zonas no cuenta con la presencia de la cordillera de Los Andes ni con muchas vías cercanas al mar. En la zona central del país al cambiar la geografía y las condiciones climáticas, nos encontramos con otros de tipos de humedales, al no estar presente el factor de alta radiación, en esta zona predominan los humedales andinos de vegas, valles transversales(esteros y quebradas), los humedales ritronicos y de potamon. Hacia la zona sur ya se puede apreciar que los ríos son más caudalosos, mucha más vegetación, humedales palustres, lacustres, humedales boscoso, ribereños, marismas y turberas.
| ECOTIPOS clasificación funcional por clase (MMA-CEA, 2007) | CLASE                            | Nombre común                                                                                | Areas donde se expresan los tipos de Humedales en Chile                                                                                           |
| ---------------------------------------------------------- | -------------------------------- | ------------------------------------------------------------------------------------------- | --- |
| Humedal costero                                            | Intrusión salina                 | Lagos costeros, Lagunas costeras, marismas,estuariosy deltas.                               | Lago Budí, Sitio RAMSAR Laguna Conchalí, Laguna Cahuil Sitio RAMSAR El Yalí, Humedal Tubul-Raqui, Estuario del río Queule, intermareal de Putemún |
| Humedal continental                                        | Evaporacion                      | Salar, bofedal, "puquios"                                                                   | Salar de Atacama, Stio RAMSAR Surire, Sitio RAMSAR Sistema hidrológico Soncor, Salar de Huasco, Sitio RAMSAR Francisco y Santa Rosa, entre otros. |
|                                                            | Infiltracion (A)                 | Hualves, pitranto, ñadi, characo, pantanos de aguas dulces.                                 | humedales depresión central de las regiones VII.IX y sectores de Chiloé. Zona costera de Arauncanía; entre Queule y Toltén                        |
|                                                            | Infiltracion saturado (B)        | Mallín, turberas, pompónales                                                                | Parque Kaukinka (Tierra del Fuego), Parque Nacional Torres del Paine, Parque Nacional Chiloé, Parque Tantauco.                                    |
|                                                            | Escorrentia                      | Ríos, lagos, esteros, arroyos                                                               | Río Lluta, Lago Chuncará, ríos y esteros en el Sitio RAMSAR Parque Andino Juncal, estero Tongoy, Lago Lleu-Lleu.                                  |
| Afloramientos subterráneos                                 | Praderas andinas, ciénagas vegas | Sitio RAMSAR laguna Santa Rosa y Negro Francisco, Parinacota, Jachucoposa, Ciénagas de Name | |

Tabla de tipos de Humedales en Chile

## Humedales protegidos por RAMSAR[7]
En diciembre de 2022 habían 16 sitios RAMSAR en Chile con una superficie total de 361.760 hectáreas.

## Servicios ecosistémicos

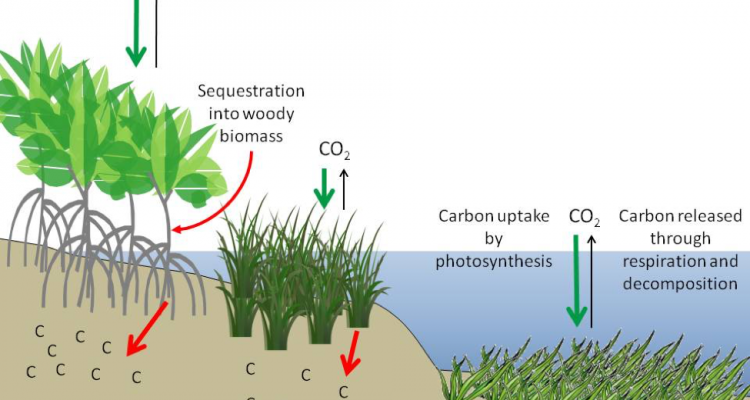
Secuestro de carbono por parte de humedales

Los humedales actualmente son mucho más protegidos por el reconocimiento de la variedad de servicios ecosistémicos que presentan, los cuales son un beneficio para el ser humano a partir de ecosistemas, ósea el conjunto de organismos y las interacciones biológicas que presenta un sistema natural. Por lo cual son sistemas irremplazables para el planeta. Por eso en Chile se promueve la evasión de la pérdida de humedales los cuales nos otorgan diferentes servicios dependiendo de la ubicación de este y de su estado.
Los servicios de abastecimiento o de aprovisionamiento actualmente no son efectuados en Chile, ya que, desde 1985 se ha prohibido el extraer materias primas de los humedales para así mejorar su conservación, sin embargo, antiguamente fueron un gran servicio de aprovisionamiento gracias a la gran biodiversidad que presentan, muchas de las acciones beneficiarias para las personas fueron la pesca, la obtención de plantas medicinales, consumo de agua dulce, obtención de madera, entre otros.
Los servicios de regulación son los bienes que en este caso el humedal le brinda al entorno geográfico, regulando los fenómenos naturales, como por ejemplo la estabilización de la costa, amortiguando el oleaje y disminuyendo del poder erosivo. También existe la regulación o disminución de inundaciones en lugares de altas precipitaciones y la regulación del clima en temperaturas extremas gracias a la humedad y gran cantidad de árboles que presentan algunos de estos ayudando al calentamiento global.
Así mismo existe un servicio de apoyo/soporte para el ecosistema, como el aumento del ciclo de nutrientes, el fomento de agentes polinizadores, el abastecimiento de refugio para diversas especies de animales que habitan el humedal o de especies migratorias que lo necesitan para sus desplazamiento de grandes distancias. También tienen la capacidad de descontaminar el agua y aire gracias a los organismos que habitan en él, también debido a la biodiversidad de un humedal, existe una gran fertilidad del suelo, la que permite la conservación de muchas especies endémicas chilenas.
Los humedales además son capaces de capturar y almacenar carbono (CO2) a través de la biomasa y los suelos característicos que presentan, como se muestra en la siguiente imagen.
Los humedales también son capaces de brindar servicios culturales, los cuales son los beneficios no materiales que la localidad utiliza, como servicios espirituales, religiosos de recreación o educacionales. Además, brindan servicios turísticos los cuales son indispensables para la localidad, ya que, aporta en la economía de esta y reconocimiento de la identidad que el ecosistema le brinda a los habitantes.
Servicios ecosistémicos prestados por los humedales: 
- Control de inundaciones
- Reposición de aguas subterráneas
- Estabilización de costas y protección contra tormentas
- Retención y exportación de sedimentos y nutrientes
- Depuración de aguas
- Reservorios de biodiversidad
- Productos de los humedales
- Valores culturales
- Recreación y turismo
- Mitigación del cambio climático y adaptación a él.

## Galería

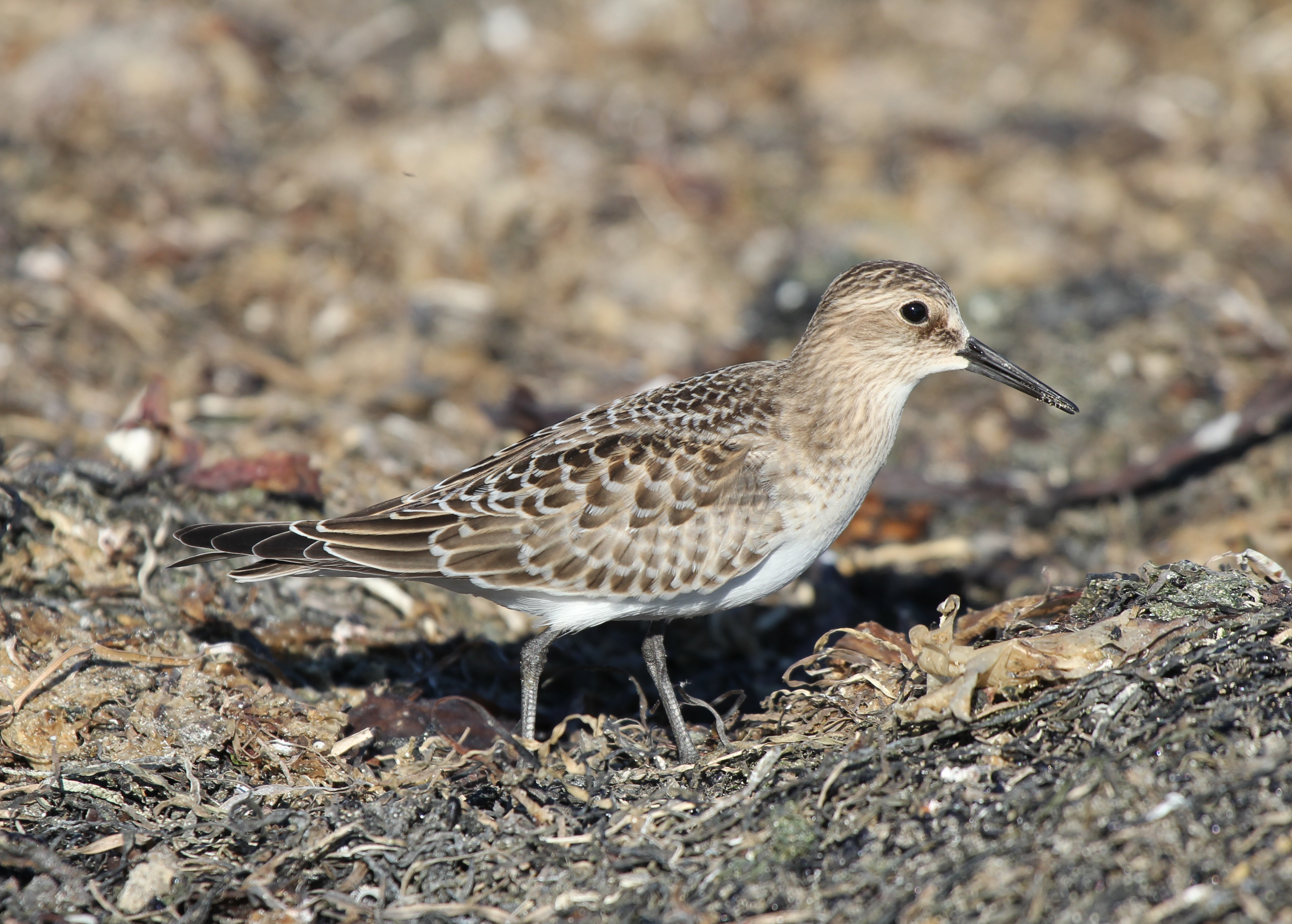
Calidris Bairdii Especie que habita en el Humedal Río Lluta
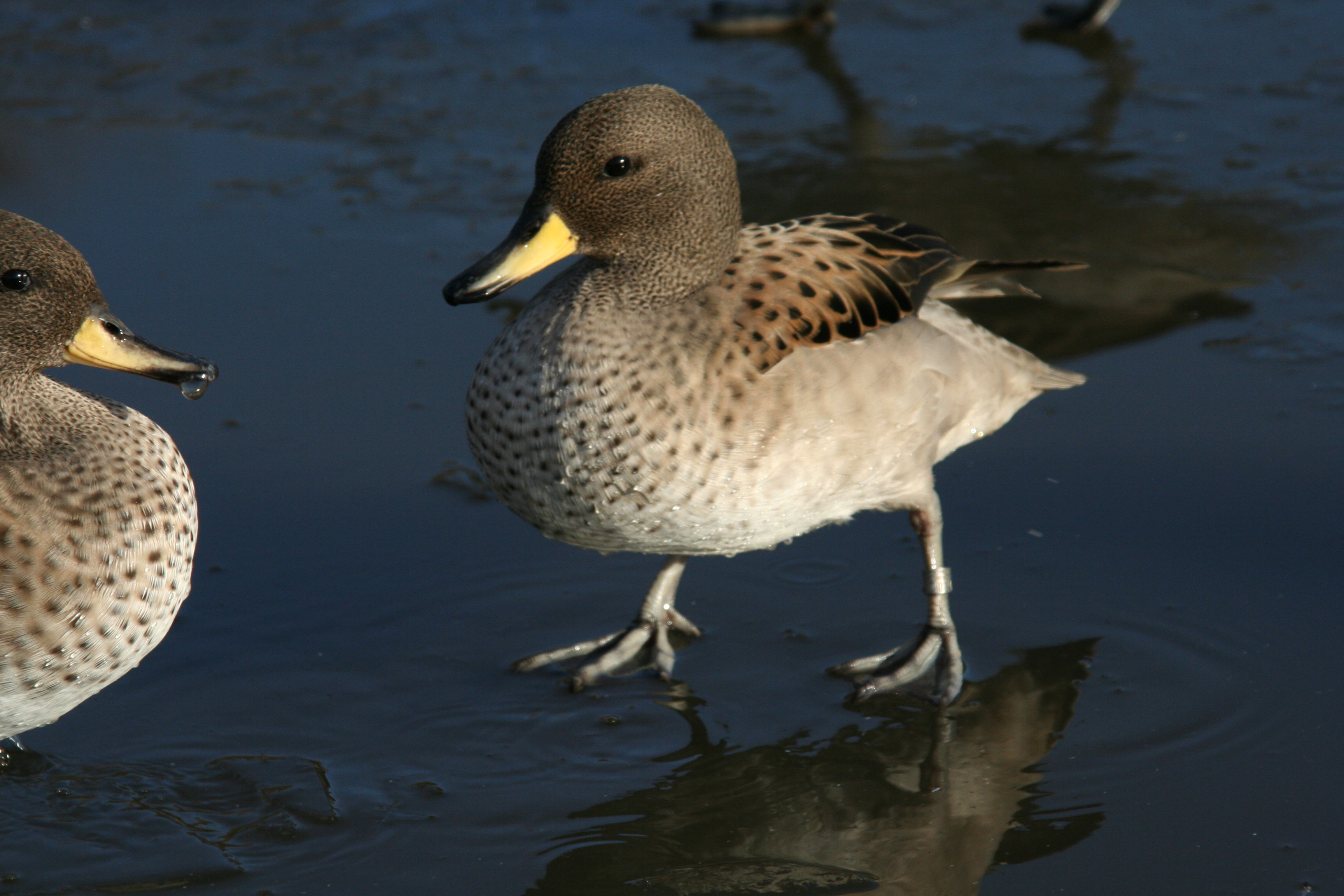
Anas flavirostris Especie que habita en Humedal de Batuco
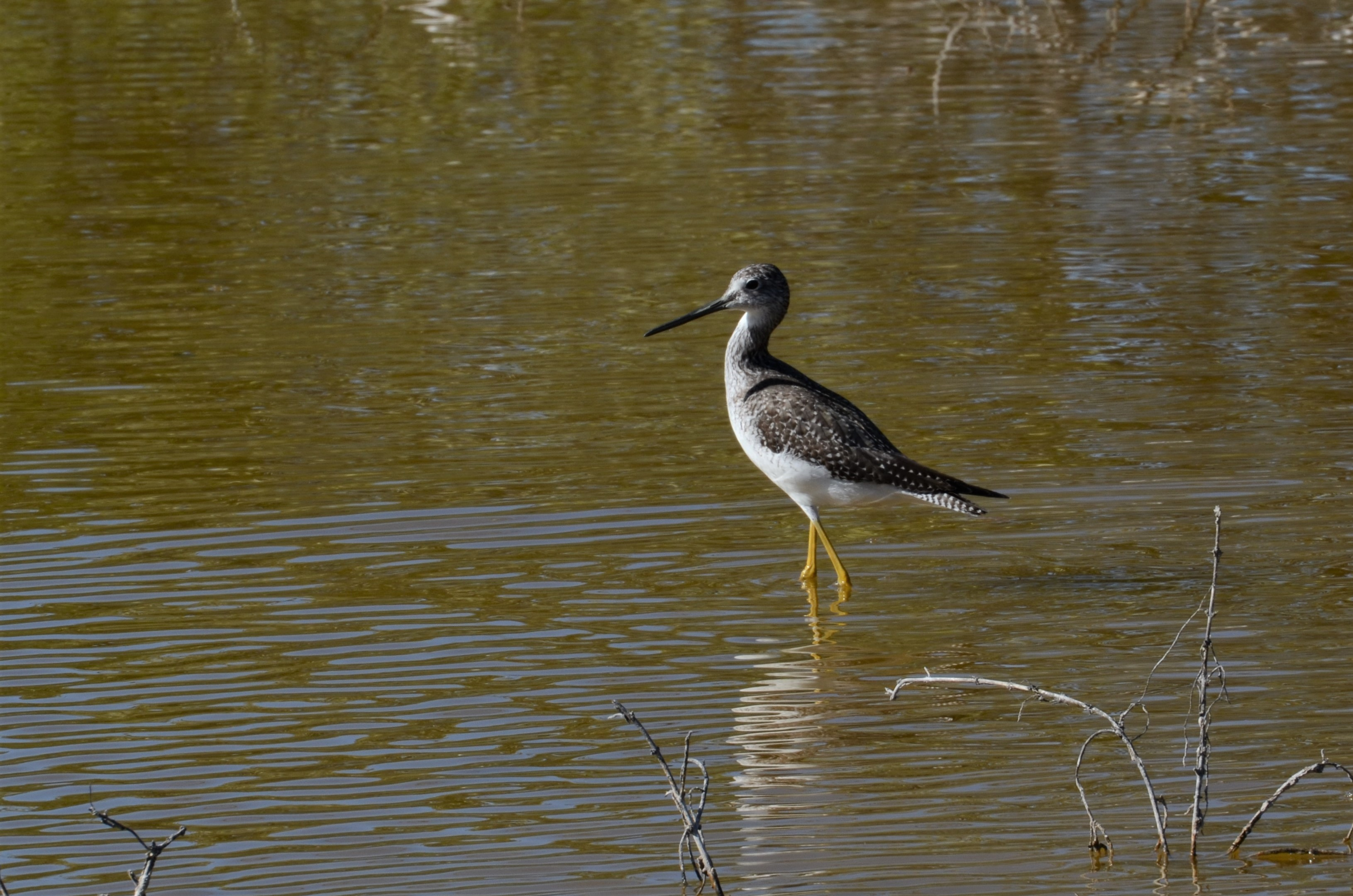
Himantopus mexicanus Especie que habita Humedal de Batuco
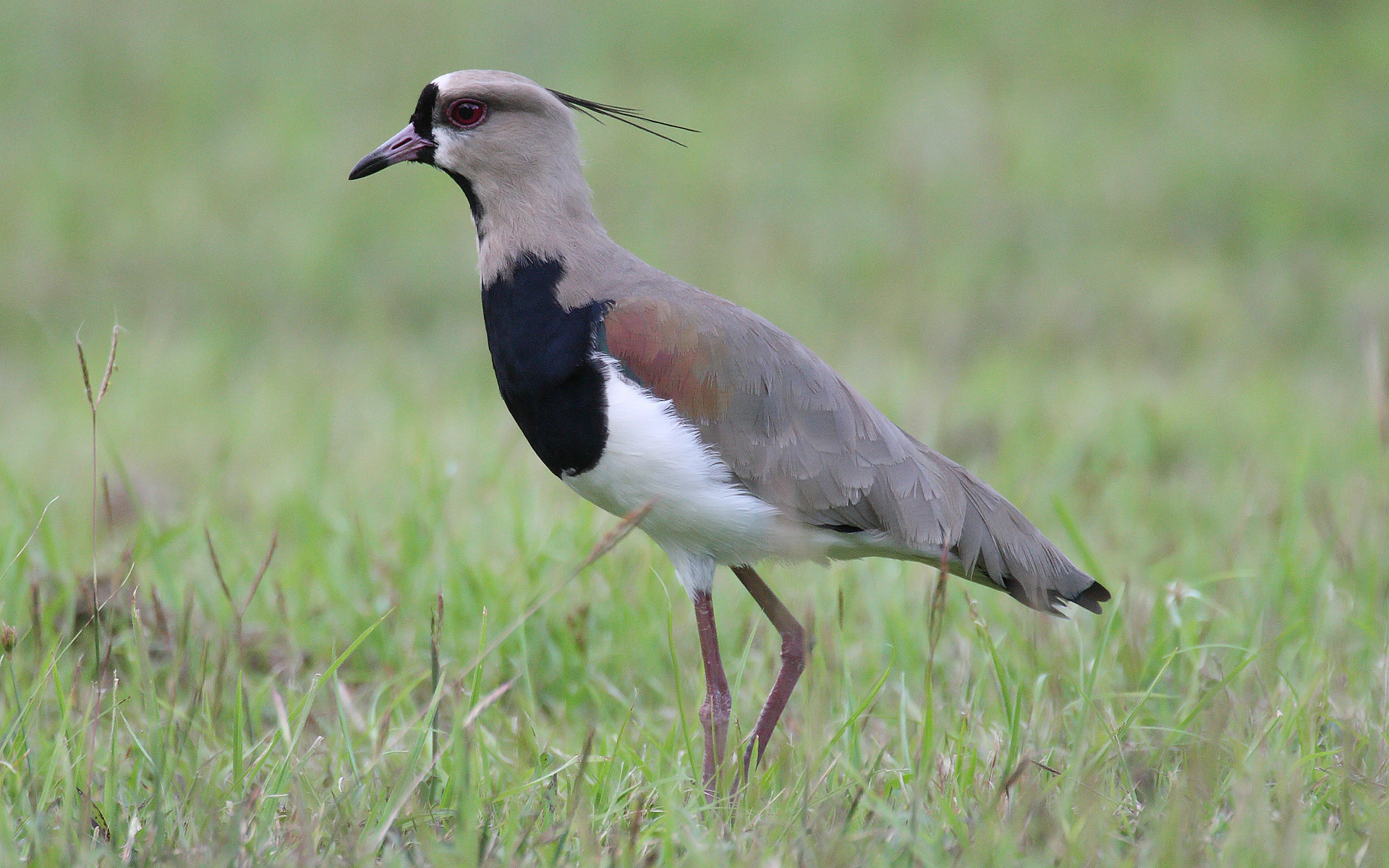
Vanellus chilensis Especie que habita el Humedal del río Maullín
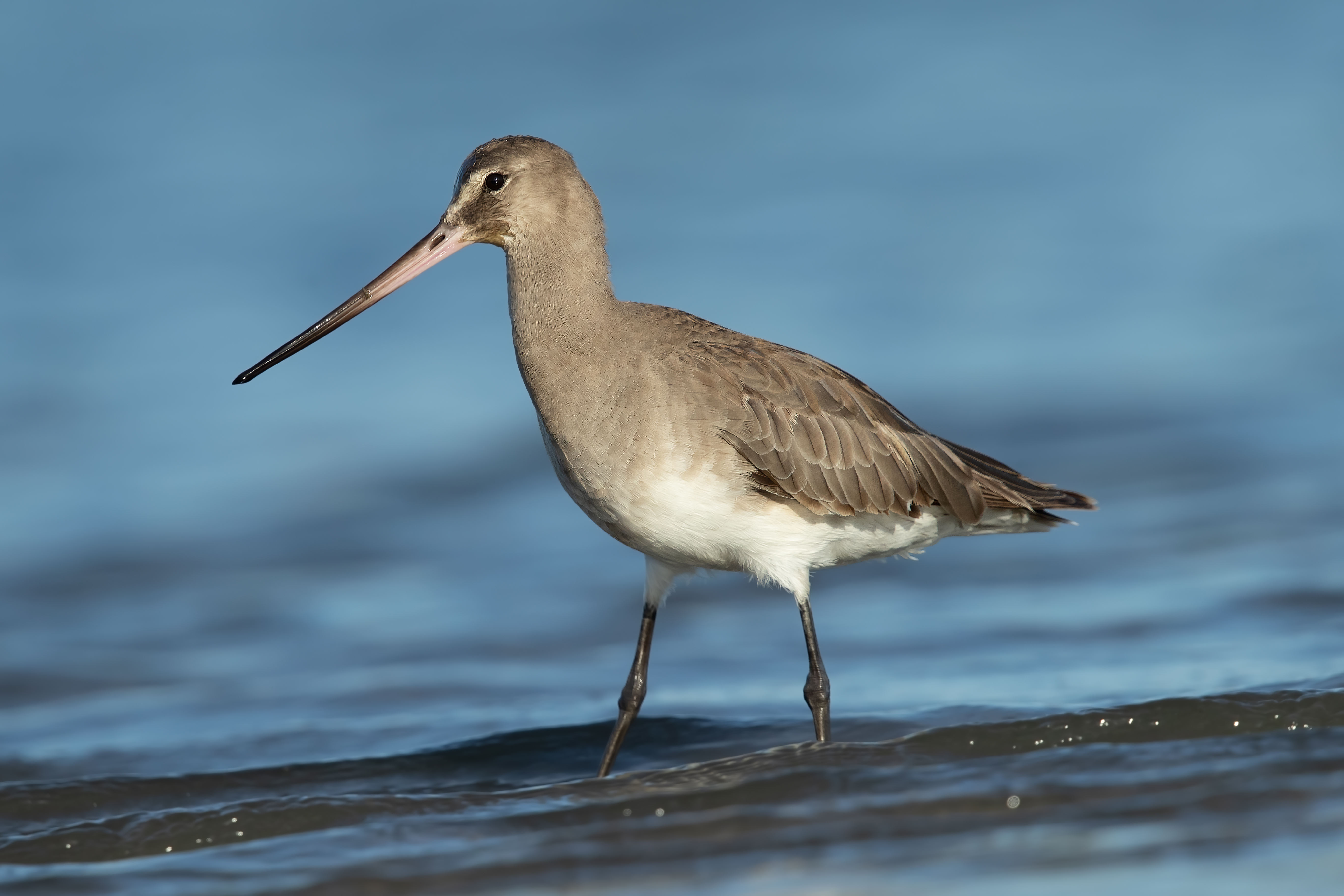
Limosa haemastica Especie que habita Humedal del Río Maullín
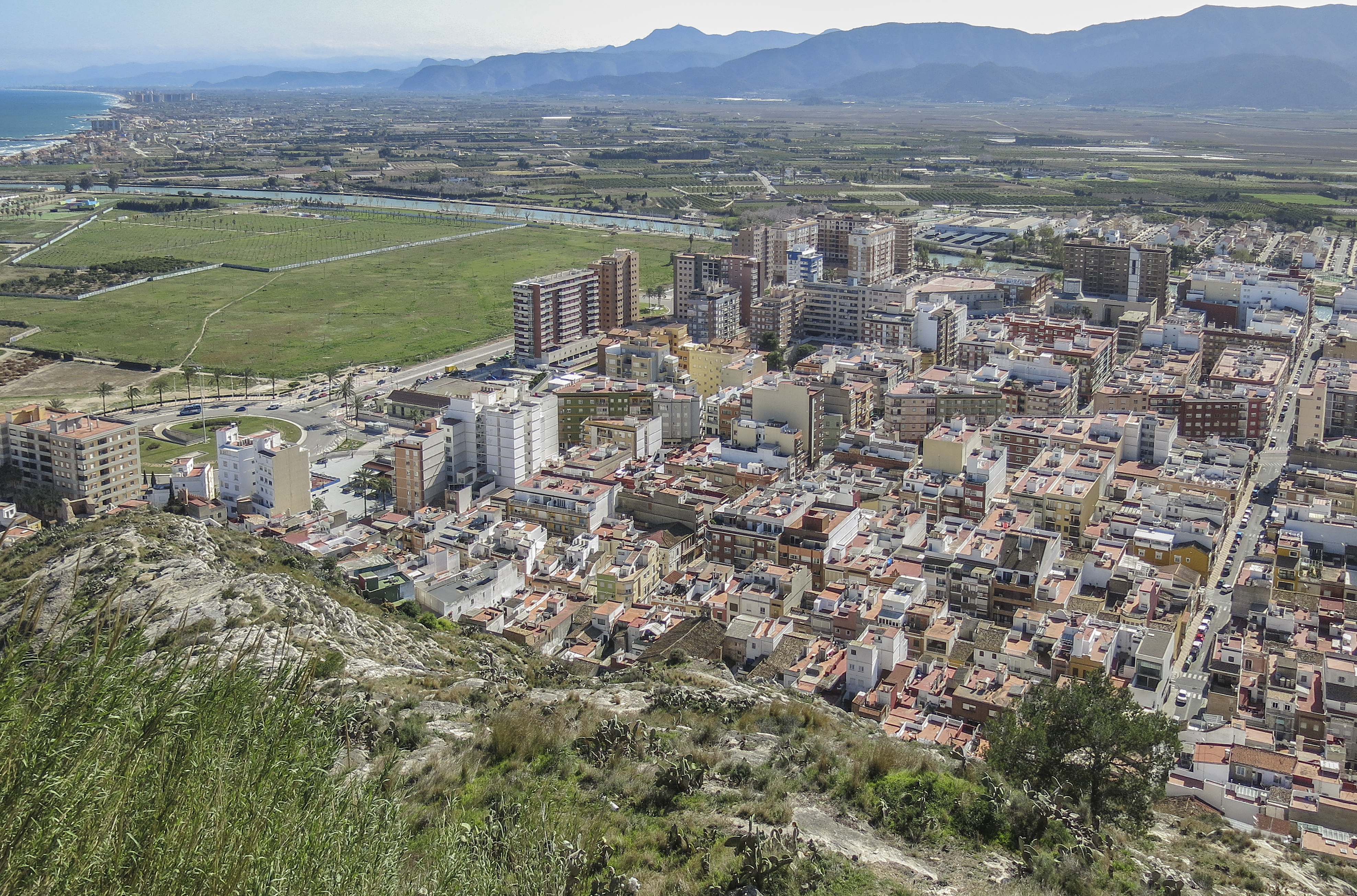
Expansión urbana un tipo de amenaza a lo humedales.
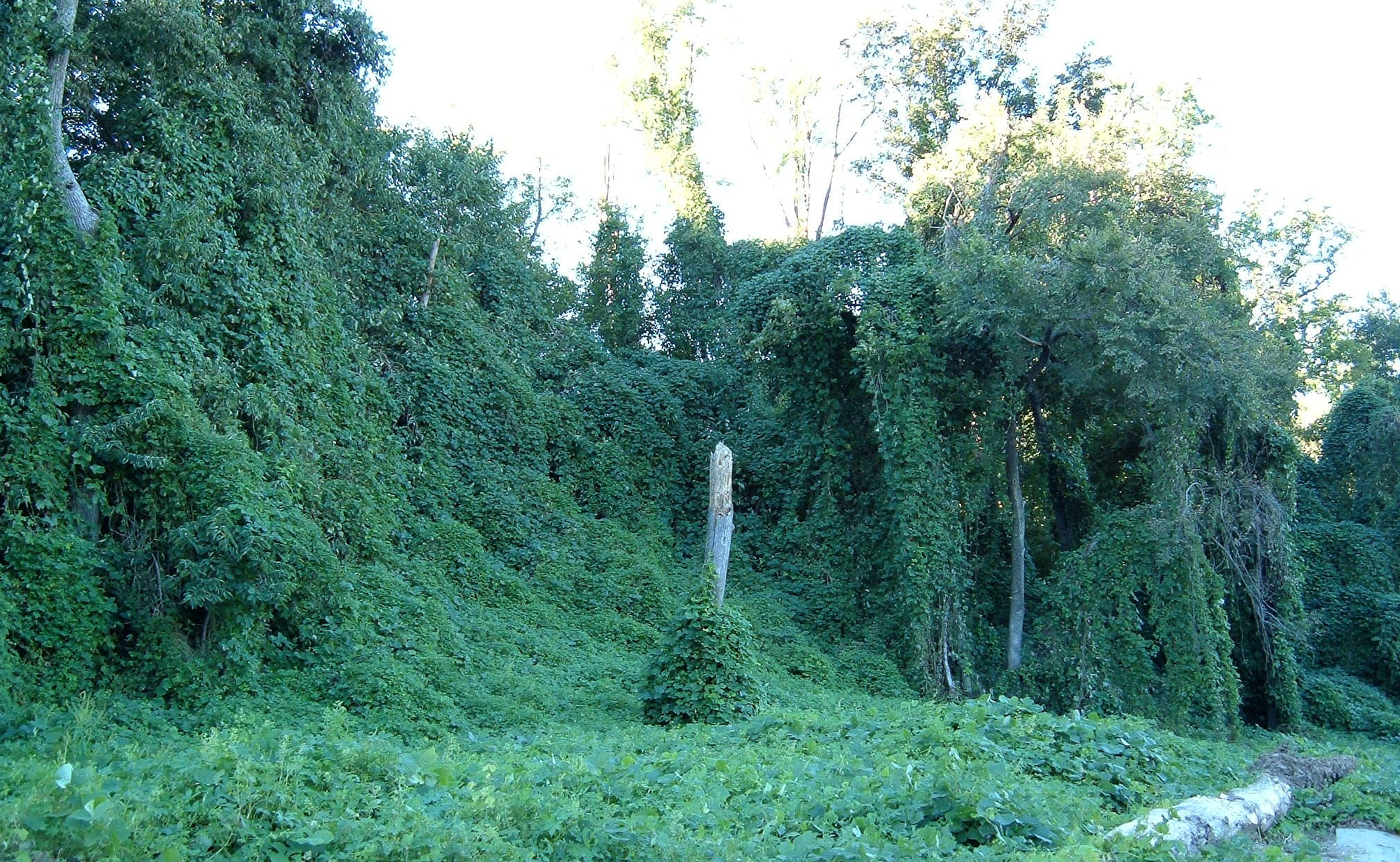
Especies invasoras  tipo de amenaza a los humedales.
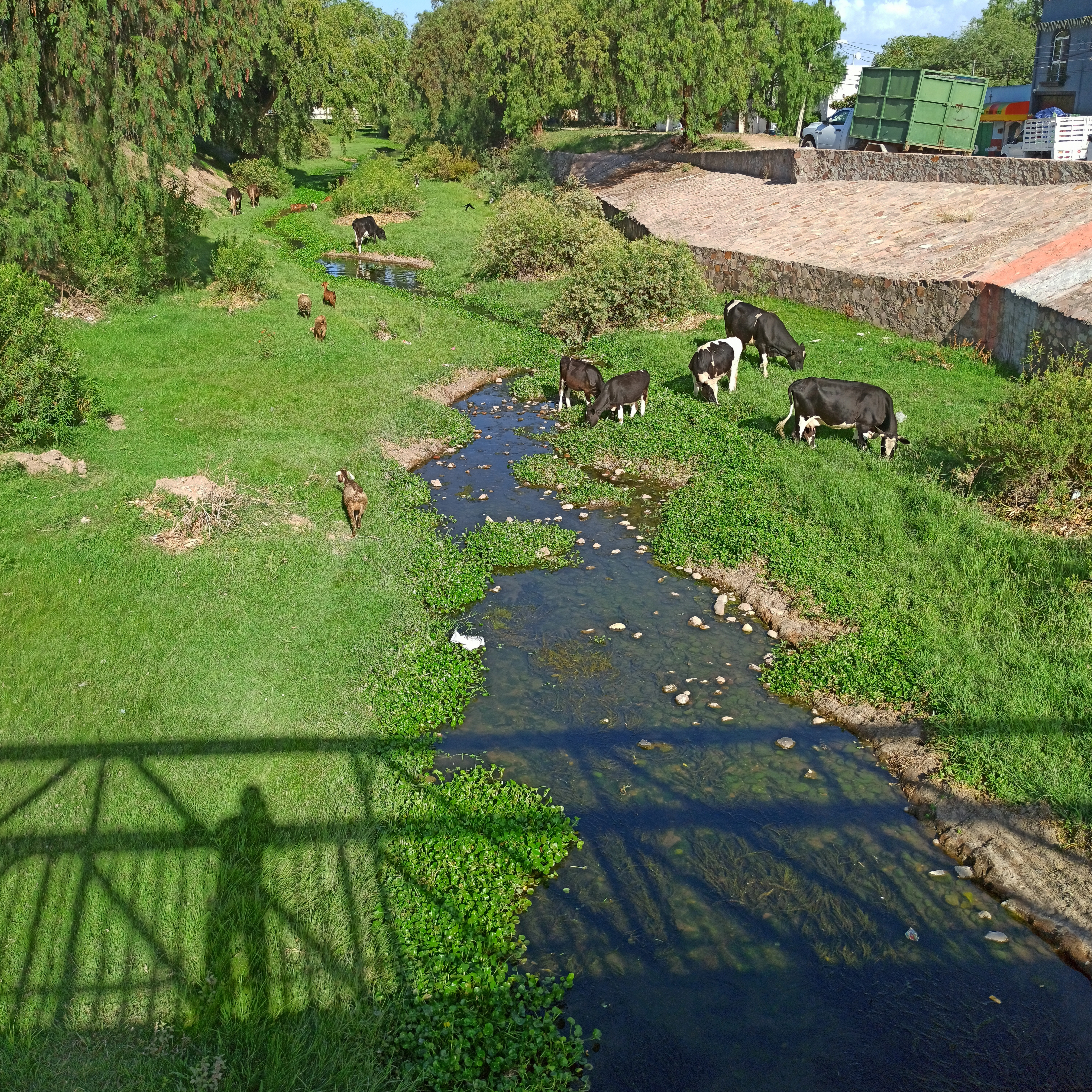
Pastoreo y ramoneo en zonas de humedales
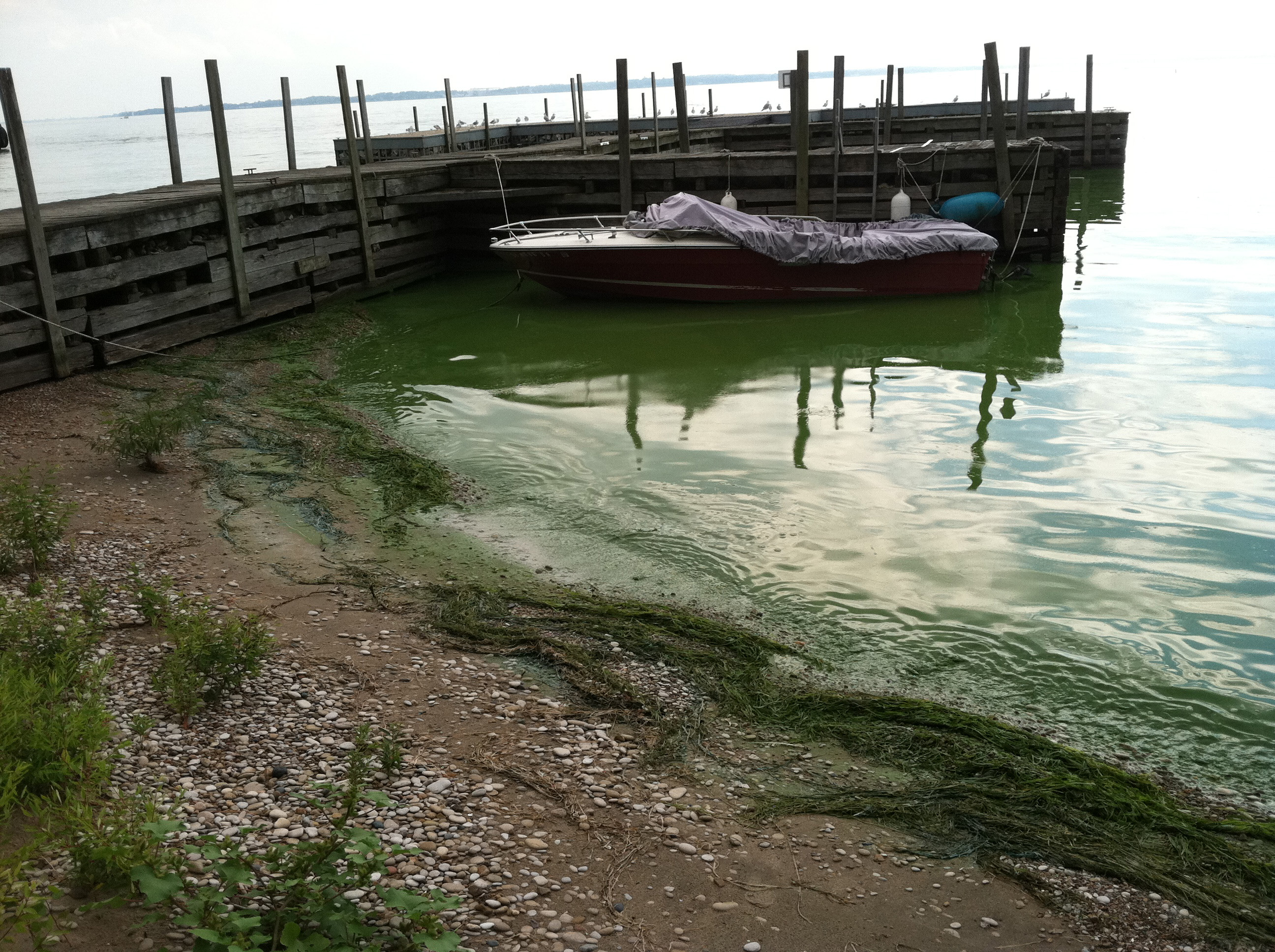
Proliferación algas toxicas

## Conservación de humedales
Los humedales siguen disminuyendo a gran escala, tanto en extensión como en calidad. Como resultado de ello, disminuyen los servicios ecosistémicos que los humedales proporcionan a la sociedad, la degradación y desaparición de estos es más rápida que la experimentada por otros ecosistemas. De igual manera, el estado de las especies de humedales costeros y de agua dulce presenta un deterioro más rápido que el de aquellas presentes en otros ecosistemas, esto debido a diversas amenazas que estos ecosistemas presentan como, los cambios en el uso de los suelos, quienes constituyen el principal generador directo de pérdida y degradación de humedales costeros. Otros generadores de cambio directos que afectan a los humedales costeros son el desvío de los caudales de agua dulce, la carga de nutrientes o materia orgánica, la invasión de especies exóticas vegetales o animales. El aumento de la población en zonas costeras y el creciente desarrollo de la economía, entre otros, han sido los principales generadores de cambio.

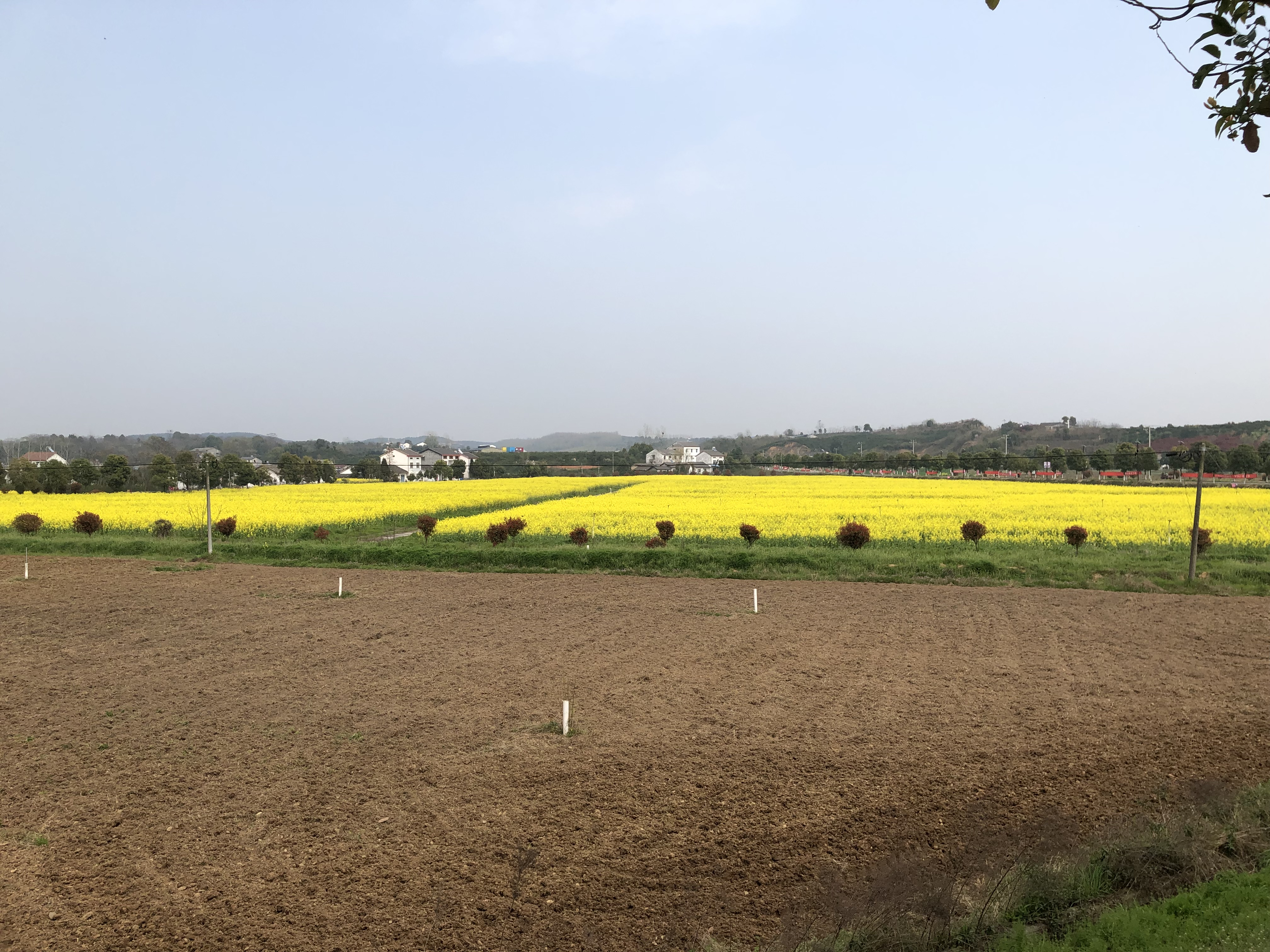
Cambio de uso de suelo para agricultura.

Hoy en día los humedales pueden ser declarados como Reserva, Parque o Santuario, con el objetivo de detener el deterioro de los humedales y preservar su rica biodiversidad, el Ministerio del Medio Ambiente lanzó el Plan Nacional de Protección de humedales para el periodo 2018-2022, el que protegerá y resguardará en una primera etapa 40 humedales a nivel nacional y tres en la Región de Valparaíso.
Este plan tiene como finalidad: 
- Proteger la biodiversidad y los servicios ecosistémicos en áreas prioritarias de humedales, mediante la creación de categorías de áreas protegidas que garanticen su conservación y gestión a largo plazo.

- Identificar y consensuar, con la información disponible, las áreas prioritarias de humedales a proteger por el Sistema Nacional de Áreas Protegidas (SNAP) en el mediano y largo plazo, a escala regional y nacional.

- Gestionar las solicitudes de creación de áreas protegidas, a objeto de someterlas a pronunciamiento del Consejo de Ministros para la Sustentabilidad.

Además Chile se encuentra suscrito al Convenio de RAMSAR, firmado en el año 1981 mismo año en el que lo promulgó como ley la República mediante el Decreto Supremo N° 771 del Ministerio de Relaciones Exteriores, el cual tiene por objetivo proteger y conservar a nivel mundial los humedales a través de su uso racional, mediante la implementación tanto de medidas locales como de cooperación internacional. A nivel mundial existen 1953 sitios RAMSAR, equivalentes a 190455433 millones de hectáreas (RAMSAR 2011), aproximadamente el 33.4 % de la superficie total de humedales existentes. Al menos el 53 % de estos sitios posee una porción de humedal boscoso dentro de sus límites. En Chile existe un total de 12 de estos sitios (358989 hectáreas), los cuales se distribuyen a través de todo el territorio. No obstante, ninguno de ellos corresponde a un humedal del tipo boscoso, o presenta al menos una porción de estos dentro de sus límites.
Otro hito significativo de CONAF en el ámbito de los humedales ha sido la formulación del Plan de Acción para la Conservación y Uso Sustentable de los humedales Altoandinos en Chile (PACHA), lo que se concretó en el año 2002. Este plan fue preparado de acuerdo con los lineamientos de la Convención sobre los humedales, incluyendo una amplia participación del sector público y apoyo del sector privado, en aras del manejo y conservación de estos ecosistemas vulnerables.
Asimismo, CONAF apoyado en instrumentos de trascendencia nacional (Estrategia Nacional para la Conservación de humedales y de un Plan de Acción de humedales), estimó necesario formular en el año 2010 un Programa Nacional para la Conservación de humedales insertos en el Sistema Nacional de Áreas Silvestres Protegidas del Estado, el que comenzó a implementarse a partir del año 2011.
Por otra parte el monitoreo de estos ecosistemas ha aumentado considerablemente, estudios como el realizado por la Universidad de Valparaíso que busca monitorear 29 humedales a lo largo de Chile entre los años 2020-2021 aportan con información valiosa para saber el estado de conservación y cómo han evolucionado estos ecosistemas.

### Plan de protección de humedales
Está previsto mejorar la protección de 40 humedales a través de las Regiones:: 29 

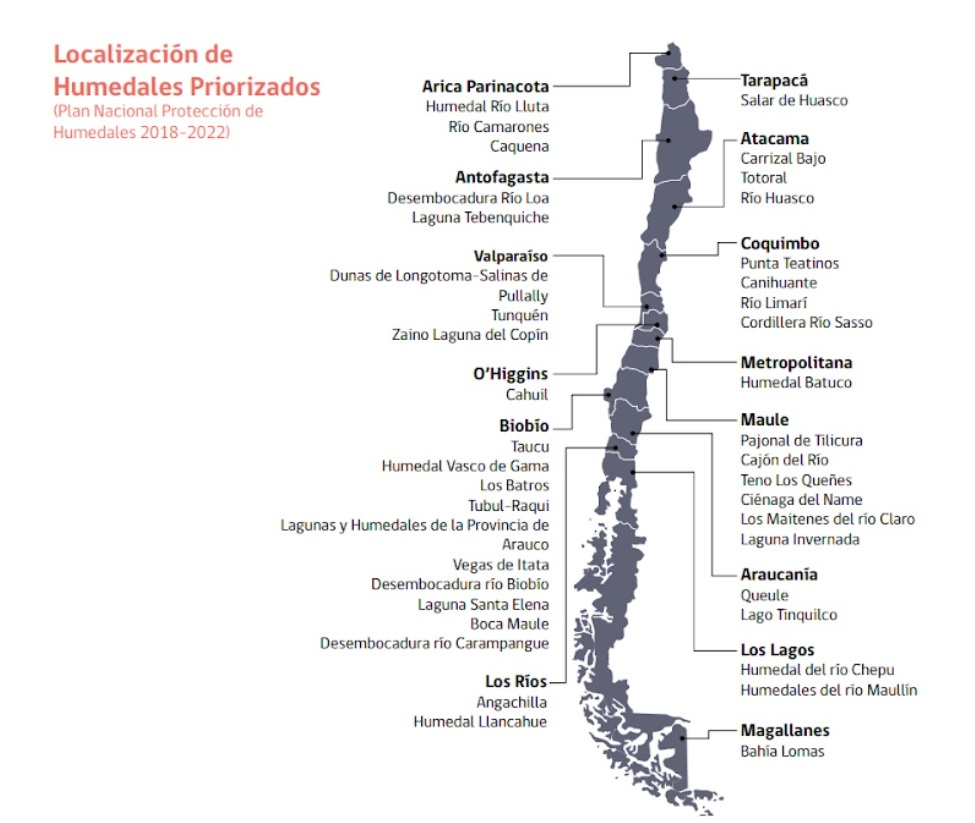
Humedales priorizados en Plan Nacional de Protección de humedales.

| Región                                                                                   | N°  | Nombre                                                  | Declaración | Hectáreas (Ha) |
| 2018                                                                                     |     |                                                         |             |                |
| Tarapacá                                                                                 | 1.  | Salar de Huasco                                         | PN          | 110.962,0      |
| Araucanía                                                                                | 2.  | Lago Tinquilco                                          | SN          | 298,0          |
| Antofagasta                                                                              | 3.  | Laguna Tebenquiche                                      | SN          | 1.299,0        |
| Valparaíso                                                                               | 4.  | Zaino laguna del Copín                                  | SN          | 6.741,0        |
| Arica y Parinacota                                                                       | 5.  | Ampliación SN Humedal de la desembocadura del río Lluta | SN          | 297,2          |
| Atacama                                                                                  | 6.  | Carrizal Bajo                                           | SN          | 57,0           |
| Biobío                                                                                   | 7.  | Los Batros                                              | SN          | 650,0          |
| Los Ríos                                                                                 | 8.  | Humedal Llancahue                                       | SN          | 1.349,0        |
| 2019                                                                                     |     |                                                         |             |                |
| Magallanes                                                                               | 9.  | Bahía Lomas                                             | SN          | 58.900,0       |
| Valparaíso                                                                               | 10. | Ampliación SN Tunquén                                   | SN          | 151,0          |
| Maule                                                                                    | 11. | Los Maitenes del Río Claro                              | SN          | 184,0          |
| Valparaíso                                                                               | 12. | Humedal Salinas de Pullally y Dunas de Longotoma        | SN          | 634,0          |
| Atacama                                                                                  | 13. | Río Huasco                                              | SN          | 461,0          |
| Biobío                                                                                   | 14. | Humedal desembocadura río Biobío                        | SN          | 1.234,0        |
| Los Lagos                                                                                | 15. | Sistema Humedal Río Maullín (Amortajado)                | SN          | 10.000,0       |
| Los Lagos                                                                                | 16. | Humedal del Río Chepu                                   | SN          | 14.000,0       |
| Metropolitana                                                                            | 17. | Humedal Batuco                                          | SN          | 300,0          |
| Antofagasta                                                                              | 18. | Humedal desembocadura río Loa                           | MN          | 13.000,0       |
| Biobío                                                                                   | 19. | Boca Maule                                              | SN          | 70,0           |
| Atacama                                                                                  | 20. | Humedal costero de Totoral                              | SN          | 5,0            |
| Coquimbo                                                                                 | 21. | Humedal de la desembocadura del río Limarí              | SN          | 150,0          |
| Biobío                                                                                   | 22. | Humedal desembocadura río Carampangue                   | pd          | 170,0          |
| Los Ríos                                                                                 | 23. | Angachilla                                              | pd          | En revisión    |
| Coquimbo                                                                                 | 24. | Humedal Punta Teatinos                                  |             | 60,0           |
| Biobío                                                                                   | 25. | Humedal Tubul-Raqui                                     | SN          | 650,0          |
| Coquimbo                                                                                 | 26. | Cordillera Río Sasso                                    | SN          | 12.000,0       |
| Maule                                                                                    | 27. | Ciénagas del Name                                       | SN          | 200,0          |
| Araucanía                                                                                | 28. | Queule                                                  | SN          | 9.636,0        |
| 2020                                                                                     |     |                                                         |             |                |
| Biobío                                                                                   | 29. | Río Taucú                                               | pd          | En revisión    |
| Biobío                                                                                   | 30. | Laguna Santa Elena y sistema lacustre asociado          | pd          | 50,0           |
| Arica y Parinacota                                                                       | 31. | Caquena                                                 | SN          | 2.914,0        |
| Biobío                                                                                   | 32. | Vegas de Itata                                          | pd          | 300,0          |
| Arica y Parinacota                                                                       | 33. | Río Camarones                                           | SN          | 295,0          |
| 2021                                                                                     |     |                                                         |             |                |
| Biobío                                                                                   | 34. | Humedal Rocuant Andalien/Vasco de Gama                  | pd          | 900,0          |
| Coquimbo                                                                                 | 35. | Canihuante                                              | SN          | 2.500,0        |
| O’Higgins                                                                                | 36. | Cahuil                                                  | SN          | 700,0          |
| Biobío                                                                                   | 37. | Lagunas y humedales de la Provincia de Arauco           | SN          | En revisión    |
| 2022                                                                                     |     |                                                         |             |                |
| Maule                                                                                    | 38. | Pajonal de Tilicura                                     | SN          | En revisión    |
| Maule                                                                                    | 39. | Laguna Invernada                                        | SN          | En revisión    |
| Maule                                                                                    | 40. | Cajón del Río Teno Los Queñes                           | SN          | En revisión    |
| 2023                                                                                     |     |                                                         |             |                |
| Valparaiso                                                                               | 41  | Humedal Urbano Mayaca (Quillota, La Cruz)               | HU          | 234,5          |
| Valparaíso                                                                               | 42  | Desembocadura Río Aconcagua (Concón)                    | HU          | 56,3           |
| PN: Parque Nacional, SN: Santuario de la Naturaleza, HU: Humedal Urbano, pd: por definir |     |                                                         |             |                |